# Arthur Cornforth
Arthur Cornforth (* 21. Februar 1861 in Smethport, McKean County, Pennsylvania; † 5. August 1938 in Colorado Springs, Colorado) war ein US-amerikanischer Politiker. Zwischen Januar und März 1905 war er Vizegouverneur des Bundesstaates Colorado.

## Leben
Über die Jugend und Schulausbildung von Arthur Cornforth ist nichts überliefert. Er muss aber Jura studiert haben. Bis zum Oktober 1887 praktizierte er in Clyde im Staat Kansas als Rechtsanwalt. Dann zog er nach Denver in Colorado, wo er bis 1889 als Express Agent für die Eisenbahngesellschaft Denver & Rio Grande Railway arbeitete. Anschließend praktizierte er in Durango wieder als Anwalt. Im Jahr 1895 war er auch als Bezirksstaatsanwalt tätig. Seit 1896 lebte er in Colorado Springs, wo er sich als Jurist auf Fälle im Bergbau und in der Immobilienbranche spezialisierte. Politisch wurde er Mitglied der Republikanischen Partei. Zwischen 1903 und 1915 saß er mehrfach im Senat von Colorado.
Im Jahr 1904 wurde Arthur Cornforth an der Seite von Alva Adams zum Vizegouverneur des Staates Colorado gewählt. Die Wahl von 1904 wurde aber bald angefochten, weil der Verdacht des Wahlbetrugs aufkam. Als diesem Einspruch stattgegeben wurde, verloren sowohl Adams als auch sein Stellvertreter Cornforth im März 1905 ihre Ämter, die sie erst im Januar angetreten hatten. 1913 kandidierte Arthur Cornforth erfolglos für das Amt des Bürgermeisters von Colorado Springs. Seit 1921 fungierte er als Bezirksrichter. Zum Zeitpunkt seines Todes am 5. August 1938 war er Vorsitzender Richter im vierten Gerichtsbezirk seines Staates.